# 34147 Vengadesan
34147 Vengadesan è un asteroide della fascia principale. Scoperto nel 2000, presenta un'orbita caratterizzata da un semiasse maggiore pari a 2,6372933 au e da un'eccentricità di 0,0678817, inclinata di 3,29746° rispetto all'eclittica.